# Huckup (Hildesheim)

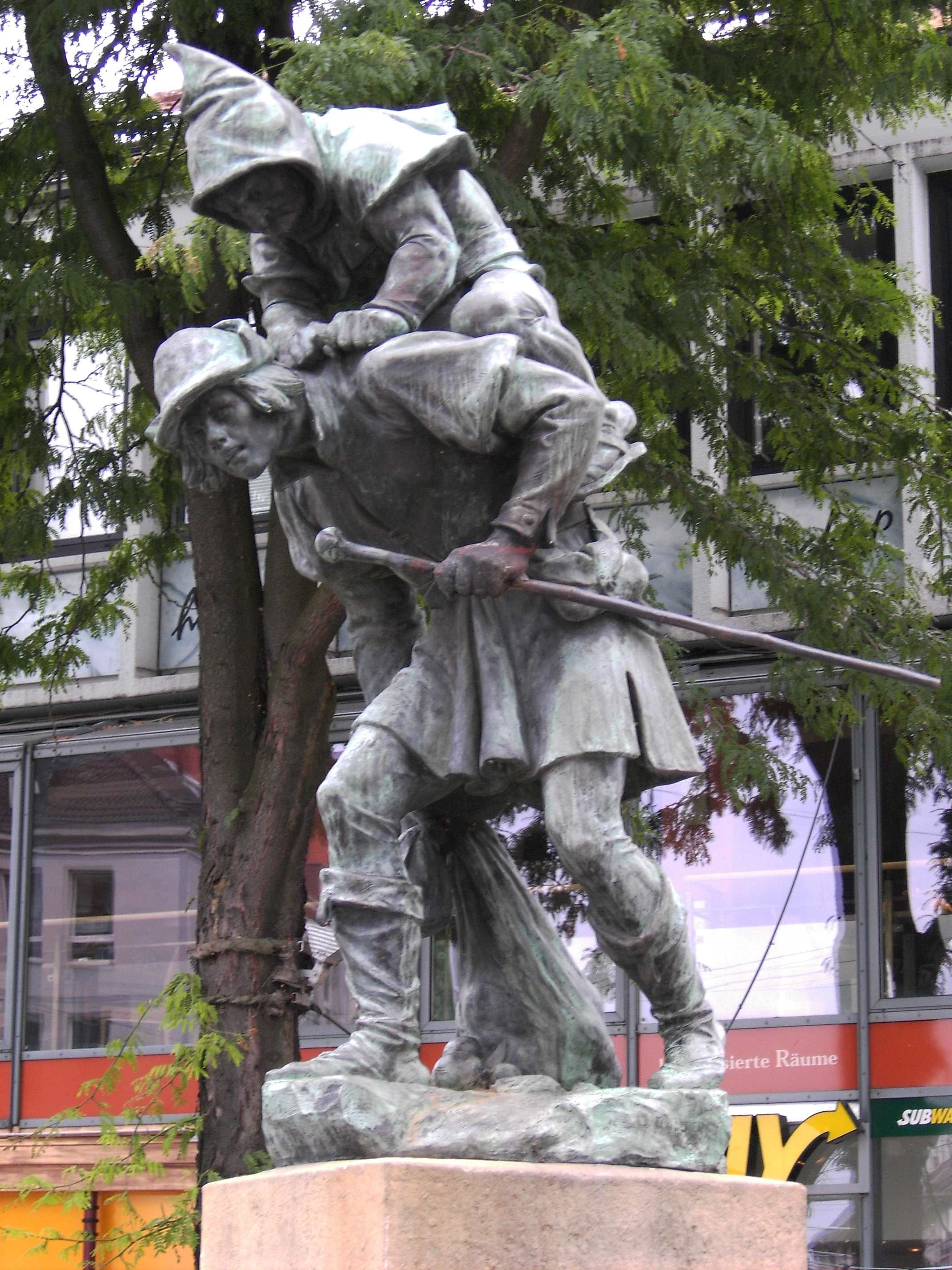
Huckup-Denkmal

Der Huckup ist ein vom Dresdner Bildhauer Carl Röder 1905 geschaffenes Denkmal an der Ecke Schuhstraße und Hoher Weg, also am südlichen Ende der Fußgängerzone in Hildesheim. Es verbildlicht die alten Hildesheimer Sagen vom Huckup (hochdeutsch: „Hock-auf“). 

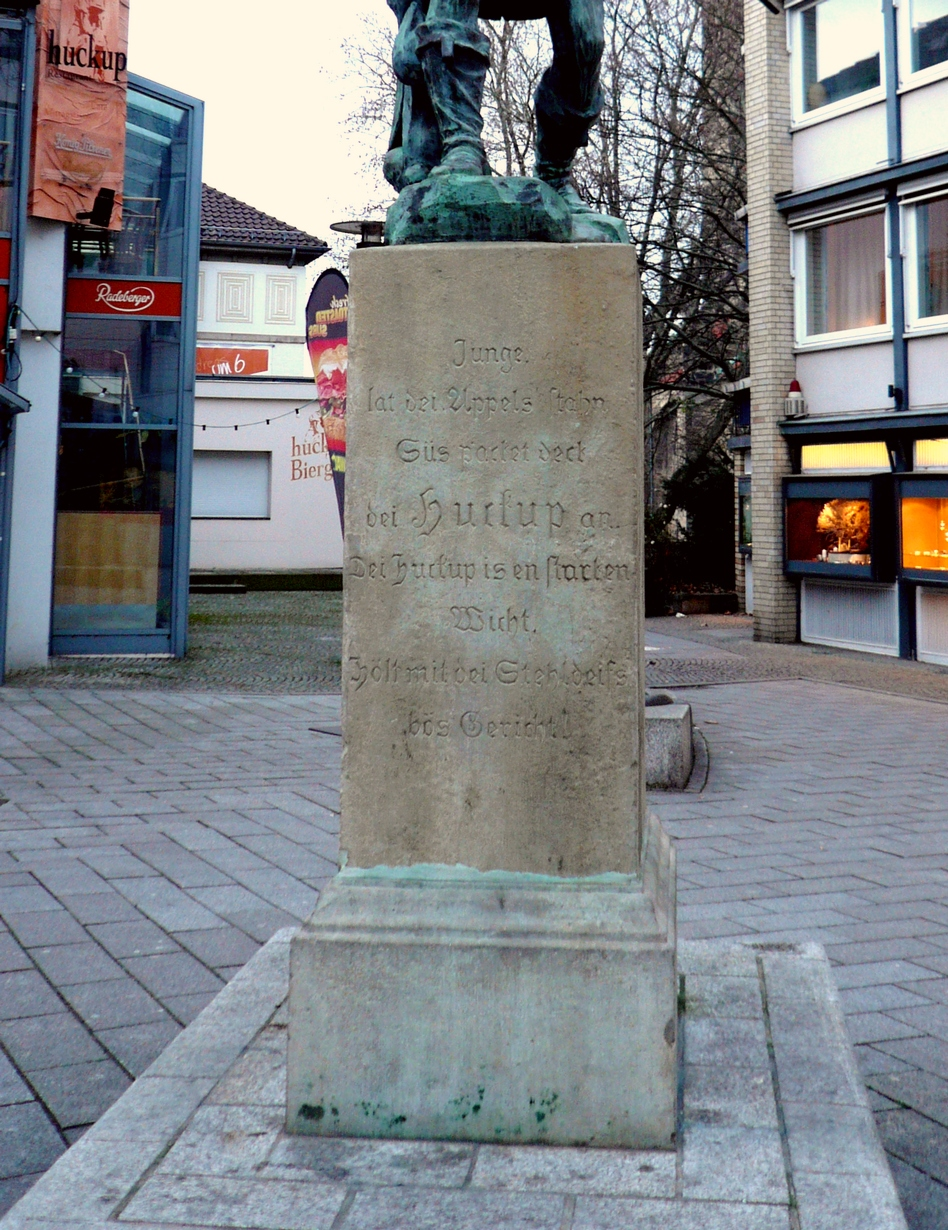
Sockel des Huckup-Denkmals mit Inschrift

Karl Seifart überliefert für Hildesheim eine Huckup-Sage aus dem Ziegenberg bei Söhre und eine zweite über einen Huckup im Itzumer Holze. Das Motiv des Aufhockers, das nach der volkskundlichen Forschung mit der Vorstellung vom Wiedergänger zusammenhängt, wird durch den Bildhauer beziehungsweise durch die Inschrift auf dem Sockel des Denkmals im Sinne einer bürgerlichen Moral rationalistisch uminterpretiert. Aus dem unheimlichen Elementarwesen, dem Aufhocker, wird in der Aussage des Denkmals ein Kobold, der – das schlechte Gewissen verkörpernd – Dieben auf den Rücken springt. In der Darstellung, die allen Dieben zur Warnung dienen soll, ist ein jugendlicher Apfeldieb der auf diese Weise Heimgesuchte.
Die in Hildesheimer Platt verfasste Inschrift am Sockel lautet:
Junge, lat dei Appels stahn

Süs packet deck dei Huckup an.

Dei Huckup is en starken Wicht,

Hölt mit dei Stehldeifs bös Gericht.